# Discographie de Robert Plant

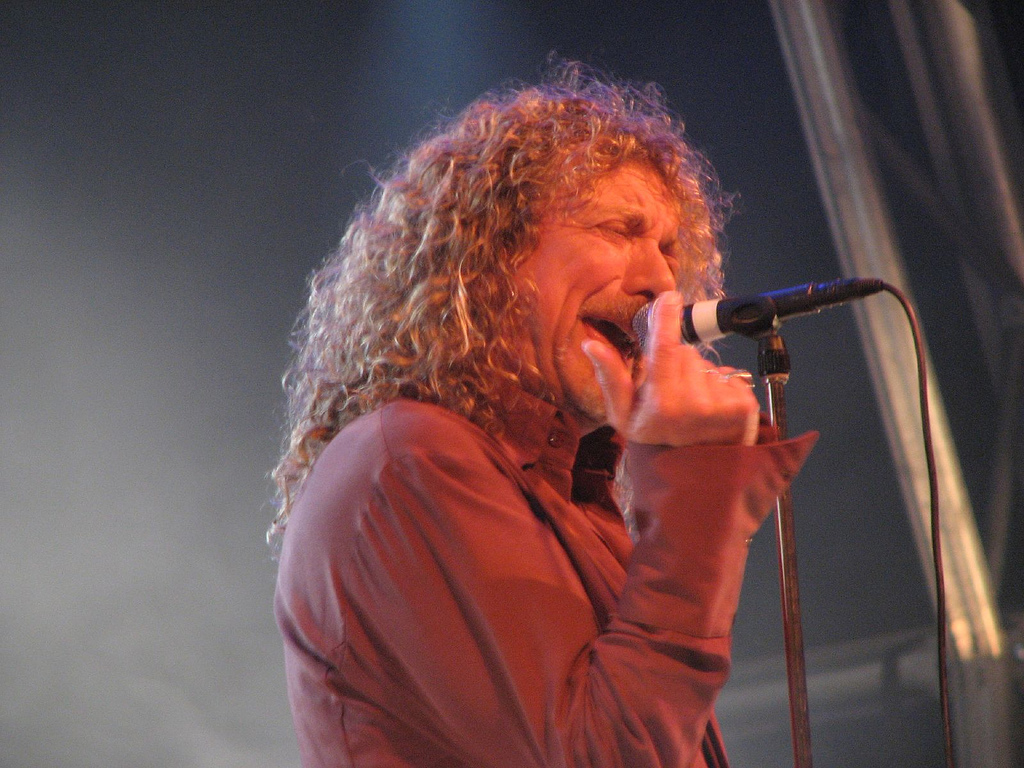
Plant en représentation au Green Man Festival en 2007.

Après la séparation de Led Zeppelin en 1980 (à la suite de la mort de John Bonham), Robert Plant poursuit une carrière en solo constituée d'onze albums, deux compilations, deux albums vidéo, quatre albums en collaboration et quarante-deux singles.

## Années 1980
Robert Plant commence sa carrière solo post Led Zeppelin avec Pictures at Eleven en 1982, suivi de The Principle of Moments en 1983. En 1984, Plant forme un éphémère groupe all-star, avec Jimmy Page et Jeff Beck, appelé The Honeydrippers, qui obtient un succès classé numéro 3 avec une reprise du thème de Phil Phillips Sea of Love et une reprise de Rockin' at Midnight de Roy Brown. Bien que Plant se refuse la plupart du temps à jouer des chansons de Led Zeppelin pendant cette période, sa tournée de 1983 (avec Phil Collins) et de 1985 rencontrent un grand succès, jouant souvent dans des stades à guichets fermés.

## Années 2000
En 2007, Plant collabore avec l'artiste de bluegrass et de musique country Alison Krauss. Le 23 octobre 2007, ils sortent un album bien accueilli par la critique, Raising Sand via le label de Kraus, Rounder Records. L'album est un succès public aux États-Unis, débutant par une 2e place dans la catégorie générale Billboard 200 et une 2e place également dans le classement des meilleurs albums country. Le succès est également international avec des certifications platines dans plusieurs pays. En 2008, le premier single issu de l'album, Gone, Gone, Gone (Done Moved On), remporte le Grammy Award for Best Pop Collaboration with Vocals à la 50e cérémonie des Grammy Awards. À la 51e cérémonie des Grammy Awards, remportent cinq prix – Album de l'année, Best Contemporary Folk Album, Enregistrement de l'année (pour Please Read the Letter), Best Pop Collaboration with Vocals (pour Rich Woman) et Best Country Collaboration with Vocals (pour Killing the Blues).

## Albums

### Studio albums
| Année | Album                                                                                          | Meilleurs classements | Meilleurs classements | Meilleurs classements | Meilleurs classements | Meilleurs classements | Meilleurs classements | Meilleurs classements | Certifications                                 |
| Année | Album                                                                                          | UK                    | US                    | AUS                   | SWI                   | SWE                   | NOR                   | NZ                    | Certifications                                 |
| ----- | ---------------------------------------------------------------------------------------------- | --------------------- | --------------------- | --------------------- | --------------------- | --------------------- | --------------------- | --------------------- | ---------------------------------------------- |
| 1982  | Pictures at Eleven - Date de sortie : 28 juin 1982 - Label : Swan Song Records                 | 2                     | 5                     | 6                     | —                     | 32                    | 17                    | 16                    | - UK : Silver - US : Platinum - CAN : Platinum |
| 1983  | The Principle of Moments - Date de sortie : 11 juillet 1983 - Label : Es Paranza Records       | 7                     | 8                     | 10                    | —                     | 41                    | —                     | 1                     | - UK : Gold - US : Platinum                    |
| 1985  | Shaken 'n' Stirred - Date de sortie : 20 mai 1985 - Label : Es Paranza Records                 | 19                    | 20                    | 28                    | —                     | 33                    | —                     | 31                    | - US : Gold                                    |
| 1988  | Now and Zen - Date de sortie : 29 février 1988 - Label : Es Paranza Records                    | 10                    | 6                     | 27                    | —                     | 18                    | 12                    | 7                     | - UK : Gold - US : 3× Platinum                 |
| 1990  | Manic Nirvana - Date de sortie : 19 mars 1990 - Label : Es Paranza Records                     | 15                    | 12                    | 26                    | —                     | —                     | —                     | 24                    | - UK : Silver - US : Gold - CAN : Platinum     |
| 1993  | Fate of Nations - Date de sortie : 25 mai 1993 - Label : Es Paranza Records                    | 6                     | 34                    | 37                    | 32                    | 19                    | —                     | 10                    | - UK : Silver - US : Gold - CAN : Gold         |
| 2002  | Dreamland - Date de sortie : 16 juillet 2002 - Label : Mercury Records                         | 20                    | 40                    | —                     | 74                    | 52                    | 26                    | —                     |                                                |
| 2005  | Mighty ReArranger - Date de sortie : 25 avril 2005 - Label : Sanctuary Records                 | 4                     | 22                    | 51                    | 47                    | 13                    | 10                    | 27                    | - UK : Silver                                  |
| 2010  | Band of Joy - Date de sortie : 14 septembre 2010 - Label : Rounder Records                     | 3                     | 5                     | 18                    | —                     | 6                     | 2                     | —                     | - UK : Gold - NOR : Gold                       |
| 2014  | Lullaby_and…_The_Ceaseless_Roar - Date de sortie : 9 septembre 2014 - Label : Nonesuch Records | 2                     | 10                    | 22                    | 6                     | 6                     | 2                     | 7                     | - UK : Gold                                    |
| 2017  | Carry Fire - Date de sortie : 13 octobre 2017 - Label : Nonesuch Records                       | 3                     | 14                    | 16                    | 7                     | 12                    | 9                     | 7                     | - UK : Silver                                  |

### Solo singles
| 1967                                          | Our Song/Laughin', Cryin', Laughin', CBS Records | —   | —   | —  | —  | —  | — | —  | années pre Led Zeppelin                                       |
| 1967                                          | Long Time Coming/I've Got A Secret, CBS Records  | —   | —   | —  | —  | —  | — | —  | années pre Led Zeppelin                                       |
| 1982                                          | Burning Down One Side                            | 73  | 64  | 3  | 96 | —  | — | —  | Pictures at Eleven                                            |
| 1982                                          | Worse Than Detroit                               | —   | —   | 10 | —  | —  | — | —  | Pictures at Eleven                                            |
| 1982                                          | Pledge Pin                                       | —   | 74  | 11 | —  | —  | — | —  | Pictures at Eleven                                            |
| 1982                                          | Slow Dancer                                      | —   | —   | 19 | —  | —  | — | —  | Pictures at Eleven                                            |
| 1982                                          | Far Post                                         | —   | —   | 12 | —  | —  | — | —  | Face B inédite                                                |
| 1983                                          | Big Log                                          | 11  | 20  | 6  | 23 | 7  | 4 | —  | The Principle of Moments                                      |
| 1983                                          | Other Arms                                       | —   | —   | 1  | —  | —  | — | —  | The Principle of Moments                                      |
| 1983                                          | In the Mood                                      | 81  | 39  | 4  | 37 | —  | — | —  | The Principle of Moments                                      |
| 1983                                          | Horizontal Departure                             | —   | —   | 44 | —  | —  | — | —  | The Principle of Moments                                      |
| 1984                                          | Sea of Love                                      | —   | 3   | 11 | 5  | —  | — | —  | The Honeydrippers: Volume One (en tant que the Honeydrippers) |
| 1985                                          | Rockin' at Midnight                              | —   | 25  | 8  | —  | —  | — | —  | The Honeydrippers: Volume One (en tant que the Honeydrippers) |
| 1986                                          | Little by Little                                 | 83  | 36  | 1  | 83 | —  | — | —  | Shaken 'n' Stirred                                            |
| 1986                                          | Sixes and Sevens                                 | —   | —   | 18 | —  | —  | — | —  | Shaken 'n' Stirred                                            |
| 1986                                          | Too Loud                                         | —   | 108 | —  | —  | —  | — | —  | Shaken 'n' Stirred                                            |
| 1988                                          | Heaven Knows                                     | 33  | —   | 1  | 32 | 19 | — | —  | Now and Zen                                                   |
| 1988                                          | Ship of Fools                                    | 76  | 84  | 3  | —  | —  | — | —  | Now and Zen                                                   |
| 1988                                          | Tall Cool One                                    | 87  | 25  | 1  | 46 | —  | — | —  | Now and Zen                                                   |
| 1988                                          | Dance On My Own                                  | —   | —   | 10 | —  | —  | — | —  | Now and Zen                                                   |
| 1988                                          | The Way I Feel                                   | —   | —   | 46 | —  | —  | — | —  | Now and Zen                                                   |
| 1989                                          | Walking Towards Paradise                         | —   | —   | 39 | —  | —  | — | —  | Now and Zen                                                   |
| 1990                                          | Big Love                                         | —   | —   | 35 | —  | —  | — | —  | Manic Nirvana                                                 |
| 1990                                          | Hurting Kind (I've Got My Eyes on You)           | 45  | 46  | 1  | 63 | 39 | — | —  | Manic Nirvana                                                 |
| 1990                                          | I Cried                                          | —   | —   | 39 | —  | —  | — | —  | Manic Nirvana                                                 |
| 1990                                          | Tie Dye on the Highway                           | —   | —   | 6  | —  | —  | — | —  | Manic Nirvana                                                 |
| 1990                                          | Your Ma Said You Cried in Your Sleep Last Night  | 90  | —   | 8  | —  | —  | — | —  | Manic Nirvana                                                 |
| 1993                                          | 29 Palms                                         | 21  | 111 | 4  | 79 | 20 | — | 28 | Fate of Nations                                               |
| 1993                                          | Calling to You                                   | —   | —   | 3  | —  | —  | — | —  | Fate of Nations                                               |
| 1993                                          | I Believe                                        | 64  | —   | 9  | —  | —  | — | —  | Fate of Nations                                               |
| 1993                                          | If I Were a Carpenter                            | 63  | —   | —  | —  | —  | — | —  | Fate of Nations                                               |
| 2002                                          | Darkness, Darkness                               | —   | —   | 27 | —  | —  | — | —  | Dreamland                                                     |
| 2002                                          | Song to the Siren EP                             | 84  | —   | —  | —  | —  | — | —  | Dreamland                                                     |
| 2003                                          | Last Time I Saw Her                              | 84  | —   | —  | —  | —  | — | —  | Dreamland                                                     |
| 2005                                          | Shine It All Around                              | 32  | —   | 18 | —  | —  | — | —  | Mighty ReArranger                                             |
| 2005                                          | The Enchanter                                    | —   | —   | —  | —  | —  | — | —  | Mighty ReArranger                                             |
| 2010                                          | Angel Dance                                      | 133 | —   | —  | —  | —  | — | —  | Band of Joy                                                   |
| 2010                                          | House of Cards                                   | —   | —   | —  | —  | —  | — | —  | Band of Joy                                                   |
| 2011                                          | Harm's Swift Way                                 | —   | —   | —  | —  | —  | — | —  | Band of Joy                                                   |
| 2014                                          | Rainbow                                          | —   | —   | —  | —  | —  | — | —  | Lullaby and... The Ceaseless Roar                             |
| « — » indique que le titre n'a pas été classé |                                                  |     |     |    |    |    |   |    |                                                               |

### Albums vidéo
| Année | Vidéo |
| ----- | --- |
| 2006  | Soundstage: Robert Plant and the Strange Sensation - Sortie : octobre 2006 - Studio : Zoë Records - Format : DVD                              |
| 2012  | Robert Plant & The Band of Joy: Live from the Artists Den - Sortie : 10 juillet 2012 - Studio : Universal Music Group - Format : DVD, Blu-ray |